# Stictoptera nigribasis
Stictoptera nigribasis är en fjärilsart som beskrevs av Louis Beethoven Prout 1922. Stictoptera nigribasis ingår i släktet Stictoptera och familjen nattflyn. Inga underarter finns listade i Catalogue of Life.